# Підводні човни проєкту 885 «Ясень»

Схематичне зображення російського підводного човна проекту 885 «Ясень»

Схематичне зображення підводного човна проекту 885 «Ясень» з позначенням відсіків та основних елементів

| Підводні човни проєкту 885 «Ясень»                       | Підводні човни проєкту 885 «Ясень»                                                                   | Підводні човни проєкту 885 «Ясень»                                                                   |
| -------------------------------------------------------- | --- | --- |
| Подводные лодки проекта 885 «Ясень»                      | | |
|                                                          | | |
| Радянський атомний підводний човен К-560 «Сєверодвінськ» | | |
| Верф                                                     | завод № 402, Сєверодвінськ                                                                           | завод № 402, Сєверодвінськ                                                                           |
| Під прапором                                             | Росія                                                                                                | Росія                                                                                                |
| Належність                                               | Військово-морські сили Російської Федерації                                                          | Військово-морські сили Російської Федерації                                                          |
| Замовлення                                               | 10                                                                                                   | 10                                                                                                   |
| Сучасний статус                                          | у строю                                                                                              | у строю                                                                                              |
| Проєкт                                                   | | |
| Тип ПЧ                                                   | атомний підводний човен з крилатими ракетами                                                         | атомний підводний човен з крилатими ракетами                                                         |
| Попередній проєкт                                        | проєкту 949 «Граніт»/проєкту 971 «Щука-Б»                                                            | проєкту 949 «Граніт»/проєкту 971 «Щука-Б»                                                            |
| Наступний проєкт                                         | проєкту «Хаскі»                                                                                      | проєкту «Хаскі»                                                                                      |
| Розробник проєкту                                        | «Малахіт»                                                                                            | «Малахіт»                                                                                            |
| Класифікація НАТО                                        | Graney                                                                                               | Graney                                                                                               |
| Вартість                                                 | К-560 — 50 млрд руб. К-561 — 47 млрд руб. «Ясень-М» (5 наступні) — по 32,8 (пізніше по 41 млрд руб.) | К-560 — 50 млрд руб. К-561 — 47 млрд руб. «Ясень-М» (5 наступні) — по 32,8 (пізніше по 41 млрд руб.) |
| Основні характеристики                                   | | |
| Швидкість (надводна)                                     | 16 вузлів (30 км/год)                                                                                | 16 вузлів (30 км/год)                                                                                |
| Швидкість (підводна)                                     | 31 вузол (57,4 км/год)                                                                               | 31 вузол (57,4 км/год)                                                                               |
| Робоча глибина занурення                                 | 380 м                                                                                                | 380 м                                                                                                |
| Гранична глибина занурення                               | 500—600 м                                                                                            | 500—600 м                                                                                            |
| Автономність плавання                                    | 100 діб                                                                                              | 100 діб                                                                                              |
| Екіпаж                                                   | 64-90 осчб                                                                                           | 64-90 осчб                                                                                           |
| Розміри                                                  | | |
| Довжина найбільша (по КВЛ)                               | 130—139 м                                                                                            | 130—139 м                                                                                            |
| Ширина корпусу найб.                                     | 13 м                                                                                                 | 13 м                                                                                                 |
| Середня осадка (по КВЛ)                                  | 10 м                                                                                                 | 10 м                                                                                                 |
| Водотоннажність надводна                                 | 8 600 т                                                                                              | 8 600 т                                                                                              |
| Водотоннажність підводна                                 | 13 800 т                                                                                             | 13 800 т                                                                                             |
| Силова установка                                         | | |
| Атомна: 2 × водо-водяні реактори ОК-650В                 | | |
| Гвинти                                                   | 2 | 2 |
| Потужність                                               | 200 мВт                                                                                              | 200 мВт                                                                                              |
| Озброєння                                                | | |
| Торпедно- мінне озброєння                                | 10 ТА калібру 533-мм (30 торпед)                                                                     | 10 ТА калібру 533-мм (30 торпед)                                                                     |
| Ракетне озброєння                                        | 8 × 4 ПУ КР П-800 «Онікс» або «Циркон» або «Калібр»                                                  | 8 × 4 ПУ КР П-800 «Онікс» або «Циркон» або «Калібр»                                                  |
| ППО                                                      | ПЗРК «Ігла-СМ», «Верба»                                                                              | ПЗРК «Ігла-СМ», «Верба»                                                                              |

Підводні човни проєкту 885 «Ясень» (рос. Подводные лодки проекта 885 «Ясень») — тип російських багатоцільових атомних підводних човнів з крилатими ракетами 4-го покоління. Американськими аналогами АПЧ проєкту 885 «Ясень» є підводні човни типів «Сівулф» та «Вірджинія».

## Представники АПЧ проєкту 885 «Ясень»
| Назва                 | Корабельня            | Проєкт       | Заводський номер | Закладений      | Спущений на воду  | Прийнятий флотом | Виведений з флоту                       |
| --------------------- | --------------------- | ------------ | ---------------- | --------------- | ----------------- | ---------------- | --------------------------------------- |
| К-560 «Сєверодвінськ» | Севмаш, Сєверодвінськ | 08850 (885)  | 160              | 21 грудня 1993  | 15 червня 2010    | 17 червня 2014   | у строю (Північний флот)                |
| К-561 «Казань»        | Севмаш, Сєверодвінськ | 08851 (885М) | 161              | 24 липня 2009   | 31 березня 2017   | 7 травня 2021    | у строю (Північний флот)                |
| К-573 «Новосибірськ»  | Севмаш, Сєверодвінськ | 08851 (885М) | 162              | 26 липня 2013   | 25 грудня 2019    | 21 грудня 2021   | у строю (Тихоокеанський флот)           |
| К-571 «Красноярськ»   | Севмаш, Сєверодвінськ | 08851 (885М) | 163              | 27 липня 2014   | 30 липня 2021     | 11 грудня 2023   | у строю (Тихоокеанський флот)           |
| К-564 «Архангельськ»  | Севмаш, Сєверодвінськ | 08851 (885М) | 164              | 19 березня 2015 | 29 листопада 2023 | …                | добудовується, готується до випробувань |
| К-? «Перм»            | Севмаш, Сєверодвінськ | 08851 (885М) | 165              | 29 липня 2016   | …                 | …                | будується                               |
| К-? «Ульяновськ»      | Севмаш, Сєверодвінськ | 08851 (885М) | 166              | 28 липня 2017   | …                 | …                | будується                               |
| К-? «Воронеж»         | Севмаш, Сєверодвінськ | 08851 (885М) | 167              | 20 липня 2020   | …                 | …                | будується                               |
| К-? «Владивосток»     | Севмаш, Сєверодвінськ | 08851 (885М) | 168              | 20 липня 2020   | …                 | …                | будується                               |